# Tiedra
Tiedra ist ein Ort und eine spanische Gemeinde (municipio) mit 282 Einwohnern (Stand: 2024) im Zentrum der Provinz Valladolid in der Autonomen Region Kastilien-León. Neben dem Hauptort Tiedra gehört die Ortschaft Pobladura de Tiedra zur Gemeinde.

## Lage und Klima
Die ca. 820 m hoch gelegene Gemeinde Tiedra liegt in der Iberischen Meseta knapp 38 km (Fahrtstrecke) westlich von Valladolid. Durch den Nordosten der Gemeinde führt die Autovía A-6. Das Klima im Winter ist kalt, im Sommer dagegen warm bis heiß; der spärliche Regen (ca. 493 mm/Jahr) fällt verteilt übers ganze Jahr.

## Bevölkerungsentwicklung
| Jahr      | 1970 | 1981 | 1991 | 2001 | 2011 | 2021 |
| Einwohner | 603  | 458  | 456  | 392  | 327  | 285  |

Der Bevölkerungsrückgang den 1950er Jahren ist im Wesentlichen auf die Mechanisierung der Landwirtschaft und die Aufgabe von bäuerlichen Kleinbetrieben zurückzuführen (Landflucht). Der erneute Anstieg der Einwohnerzahlen im 21. Jahrhundert hängt zusammen mit der wirtschaftlichen Entwicklung und der räumlichen Nähe zur Großstadt Valladolid.

## Sehenswürdigkeiten
- Burganlage von Tiedra
- Michaeliskirche
- Peterskirche
- Salvatorkirche
- Marienkapelle
- Sternwarte

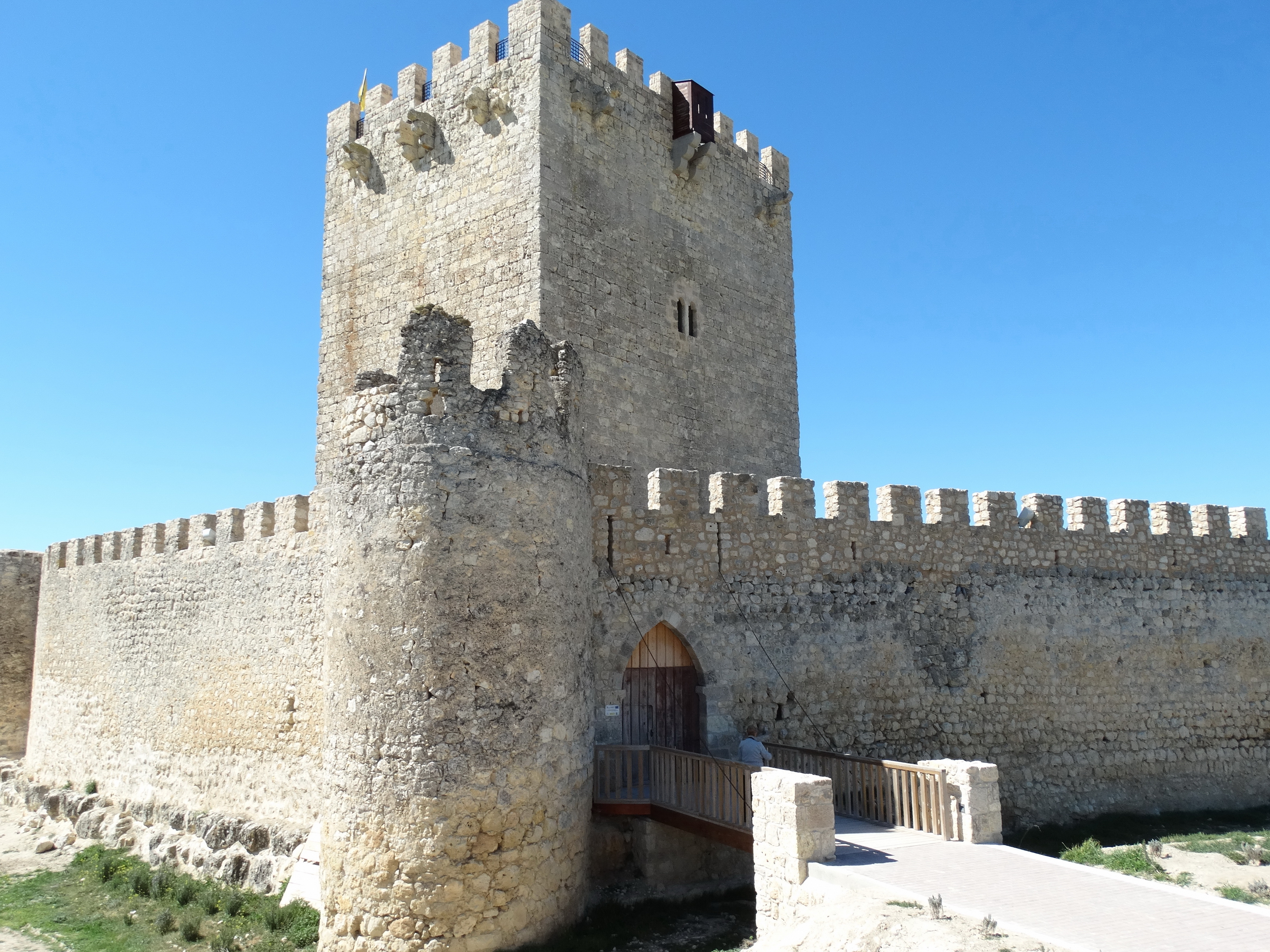
Burganlage
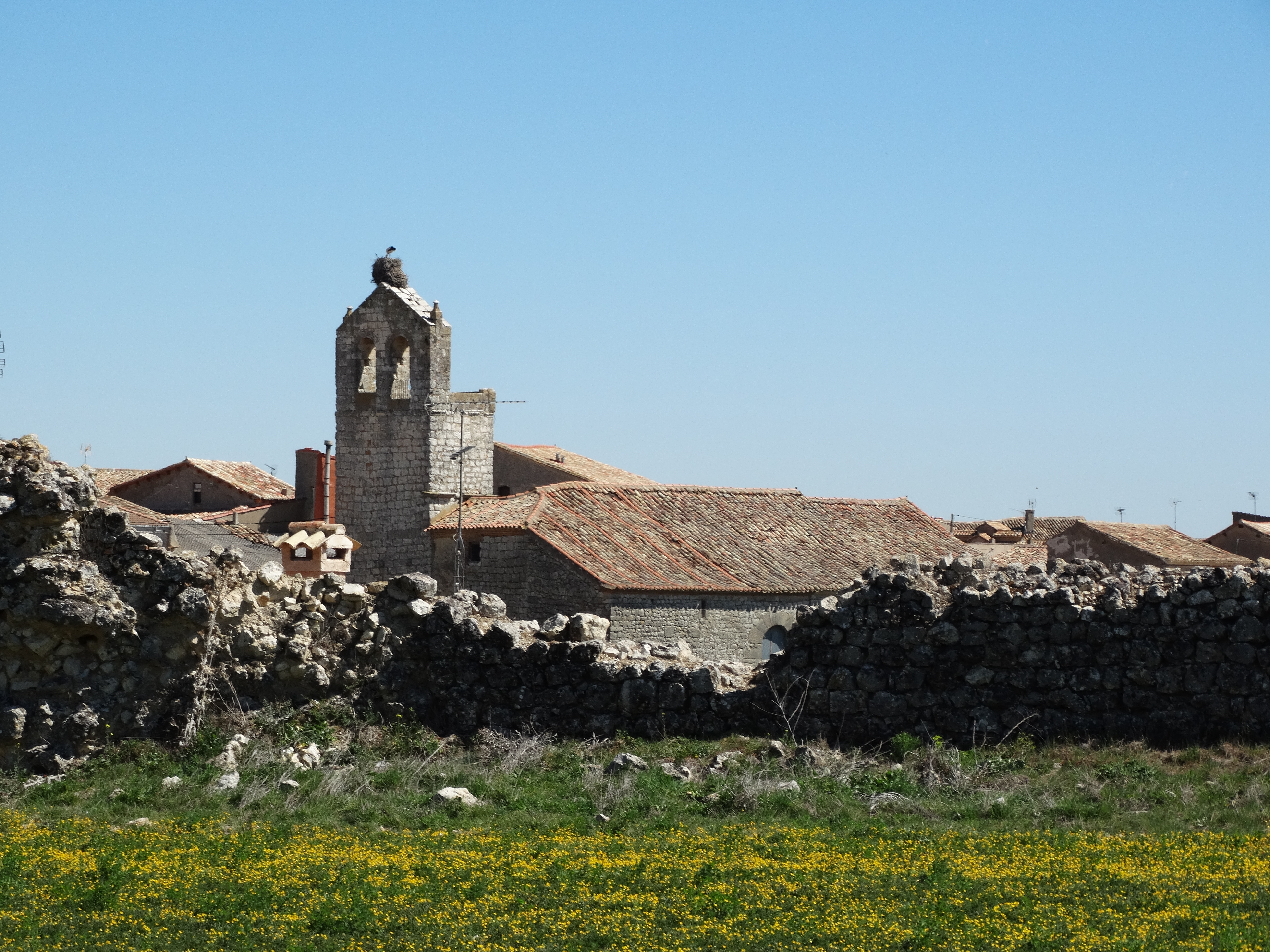
Michaeliskirche
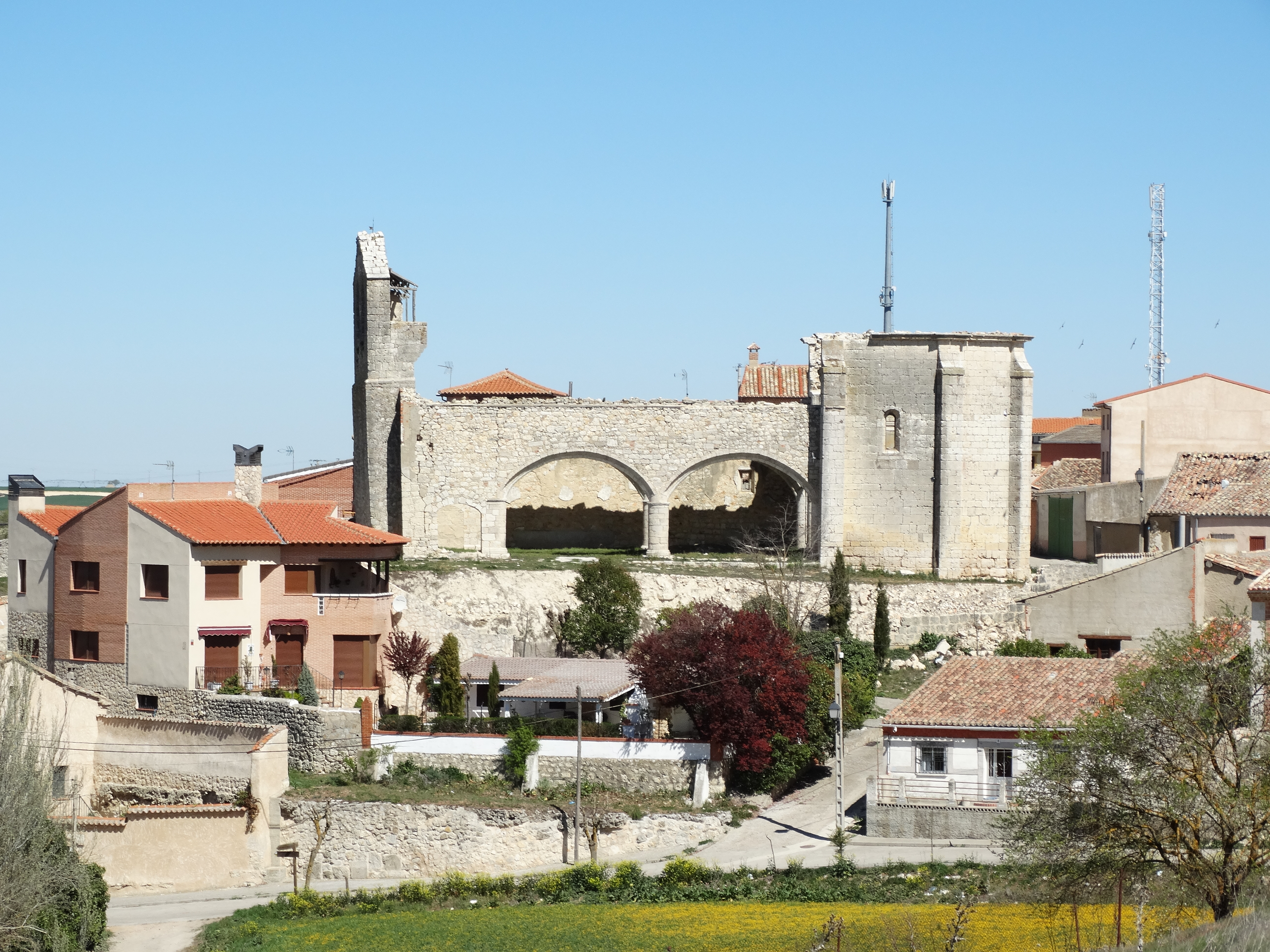
Peterskirche
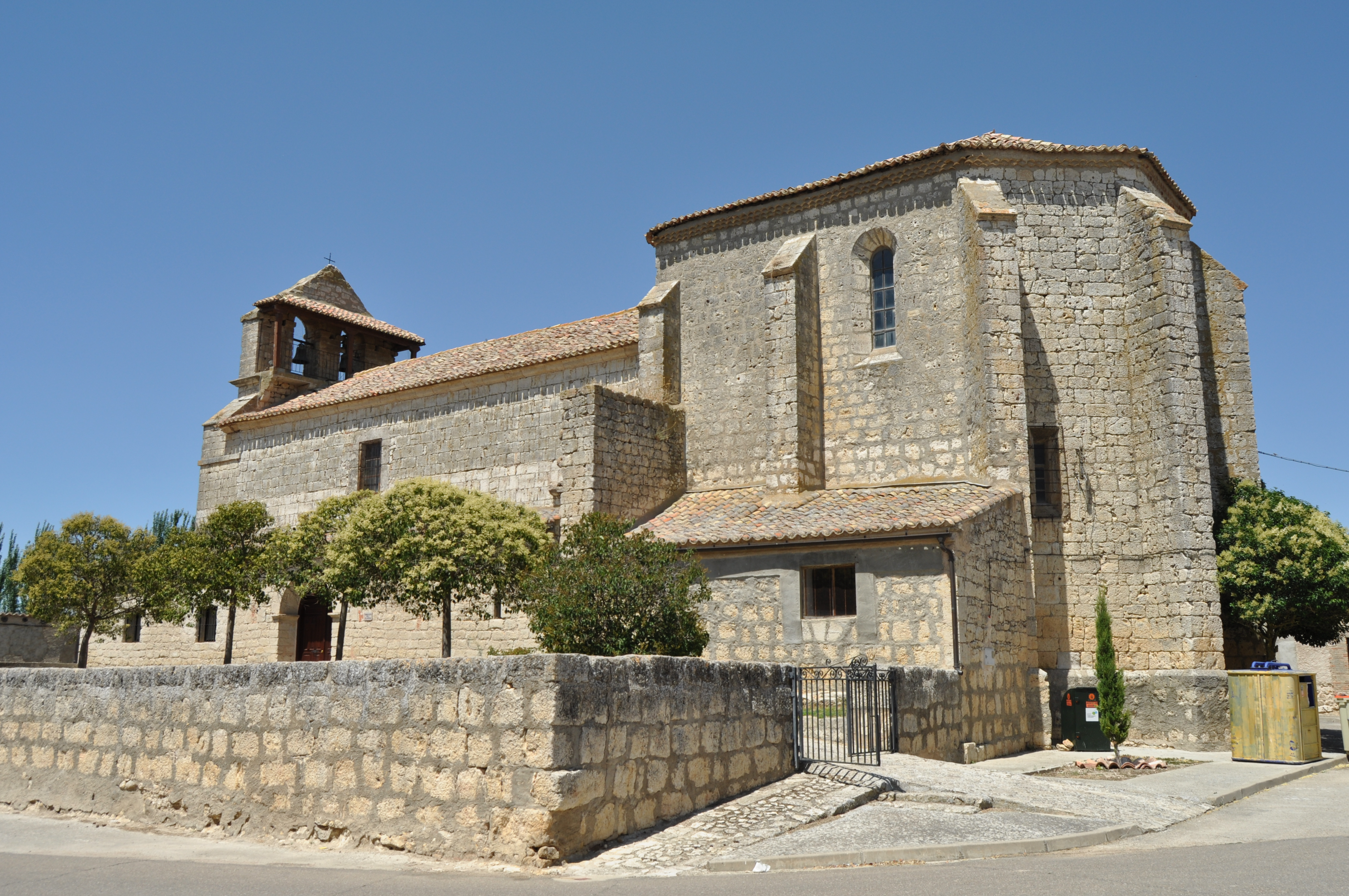
Salvatorkirche
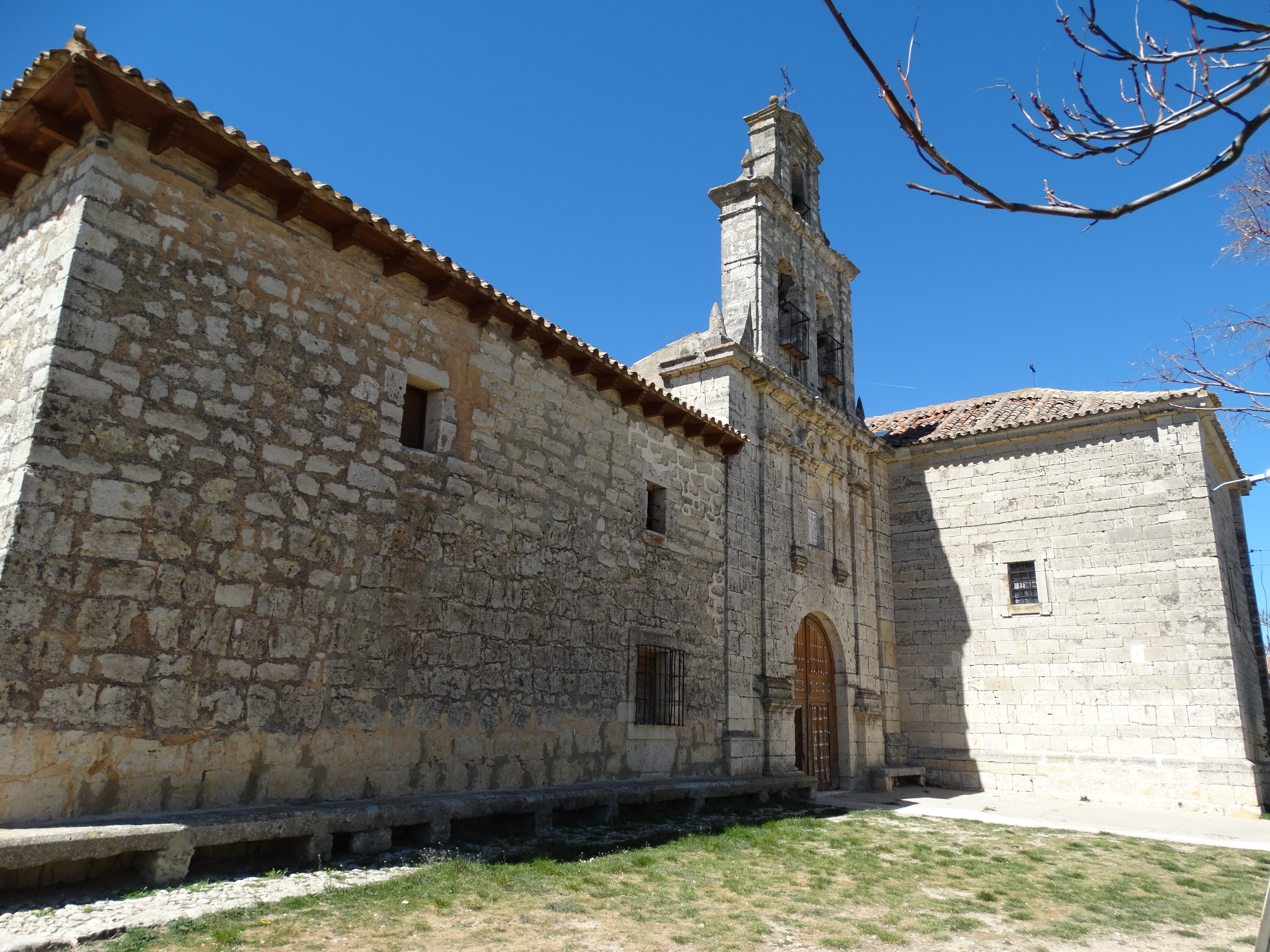
Marienkapelle
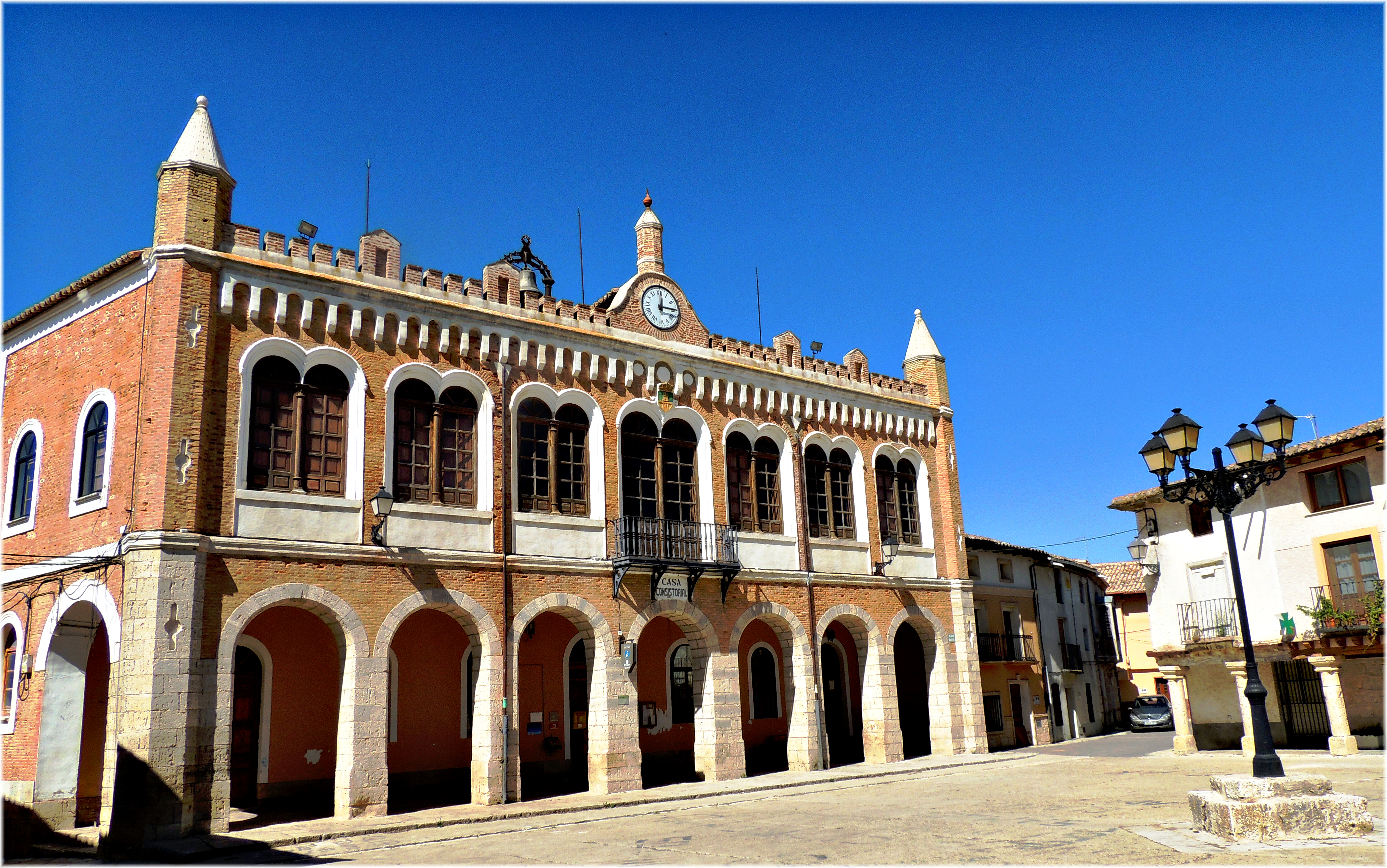
Rathaus
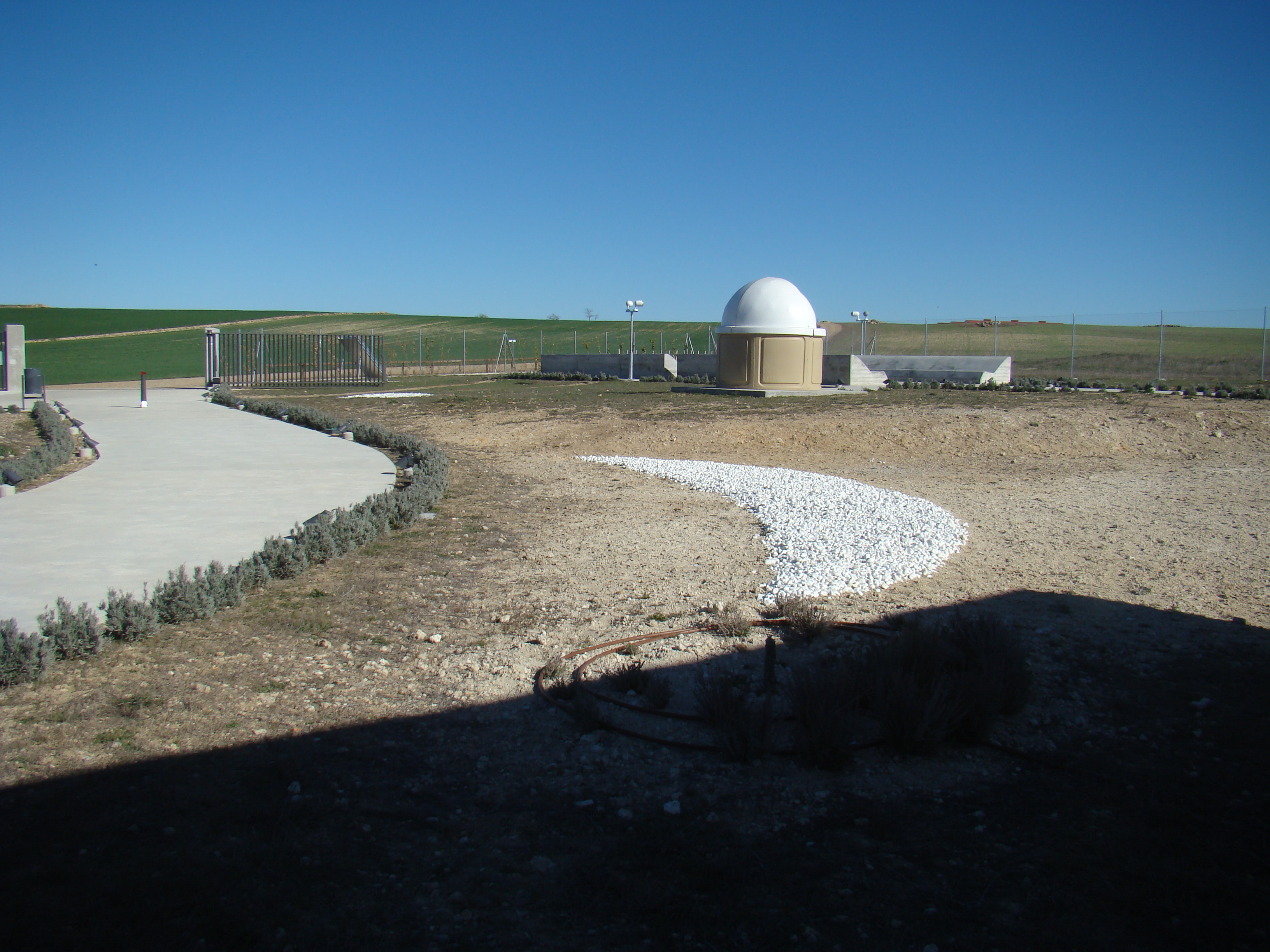
Sternwarte